# Campeonato Mundial de Natação em Piscina Curta de 2021 - 4x50 m medley feminino
A prova dos 4x50 metros medley feminino do Campeonato Mundial de Natação em Piscina Curta de 2021 foi disputado no dia 17 de dezembro de 2021, na Etihad Arena, em Abu Dhabi, nos Emirados Árabes Unidos.

## Recordes
Antes desta competição, os recordes mundiais e do campeonato nesta prova eram os seguintes:
|                       | Nacionalidade  | Tempo   | Local    | Data                   |
| --------------------- | -------------- | ------- | -------- | ---------------------- |
| Recorde mundial       | Estados Unidos | 1:42.38 | Hangzhou | 12 de dezembro de 2018 |
| Recorde do campeonato | Estados Unidos | 1:42.38 | Hangzhou | 12 de dezembro de 2018 |

Os seguintes recordes mundiais ou do campeonato foram estabelecidos durante esta competição:
| Data           | Evento | Nome                                                                                          | Nacionalidade | Tempo   | Notas |
| -------------- | ------ | --------------------------------------------------------------------------------------------- | ------------- | ------- | ----- |
| 17 de dezembro | Final  | Louise Hansson (25.91) Sophie Hansson (29.07) Sarah Sjöström (23.96) Michelle Coleman (23.44) | Suécia        | 1:42.38 | = , = |

## Medalhistas
| Ouro | Prata | Bronze                                                                                              |
| Suécia · Louise Hansson · Sophie Hansson · Sarah Sjöström · Michelle Coleman · Hanna Rosvall[a] · Emelie Fast[a] | Estados Unidos · Rhyan White · Lydia Jacoby · Claire Curzan · Abbey Weitzeil · Katharine Berkoff[a] · Emily Escobedo[a] · Kate Douglass[a] | Países Baixos · Kira Toussaint · Kim Busch · Maaike de Waard · Ranomi Kromowidjojo · Tessa Giele[a] |

a  Nadadores que participaram apenas nas eliminatórias e receberam medalhas.

## Resultados

### Eliminatórias
As eliminatórias ocorreram dia 17 de dezembro com um total de 13 nacionalidades.
| Colocação | Bateria | Raia | Nacionalidade              | Nadadoras | Tempo   | Notas            |
| --------- | ------- | ---- | -------------------------- | --- | ------- | ---------------- |
| 1         | 1       | 1    | Estados Unidos             | Katharine Berkoff (25.88) Emily Escobedo (30.32) Claire Curzan (24.87) Kate Douglass (23.43)                           | 1:44.50 | Q                |
| 2         | 2       | 7    | Canadá                     | Kylie Masse (26.12) Sydney Pickrem (29.87) Katerine Savard (25.54) Maggie Mac Neil (23.64)                             | 1:45.17 | Q,               |
| 3         | 2       | 5    | Itália                     | Silvia Scalia (26.92) Arianna Castiglioni (29.51) Elena Di Liddo (25.17) Silvia Di Pietro (23.88)                      | 1:45.48 | Q                |
| 4         | 1       | 2    | China                      | Peng Xuwei (27.21) Tang Qianting (29.10) Yu Yiting (25.65) Cheng Yujie (23.61)                                         | 1:45.57 | Q                |
| 5         | 1       | 4    | Suécia                     | Hanna Rosvall (26.82) Emelie Fast (29.71) Louise Hansson (25.28) Michelle Coleman (23.82)                              | 1:45.63 | Q                |
| 6         | 2       | 4    | Federação Russa de Natação | Maria Kameneva (26.55) Evgeniia Chikunova (30.28) Arina Surkova (24.83) Rozaliya Nasretdinova (24.10)                  | 1:45.76 | Q                |
| 7         | 1       | 5    | Países Baixos              | Tessa Giele (26.69) Kim Busch (30.64) Ranomi Kromowidjojo (24.67) Maaike de Waard (24.06)                              | 1:46.06 | Q                |
| 8         | 2       | 1    | Bielorrússia               | Anastasiya Shkurdai (26.55) Alina Zmushka (30.04) Anastasiya Kuliashova (25.62) Nastassia Karakouskaya (24.47)         | 1:46.68 | Q                |
| 9         | 2       | 3    | França                     | Marie-Ambre Moluh (27.44) Justine Delmas (30.95) Beryl Gastaldello (25.38) Analia Pigrée (24.72)                       | 1:48.49 |                  |
| 10        | 1       | 6    | Suíça                      | Nina Kost (27.89) Lisa Mamié (30.74) Alexandra Touretski (26.19) Maria Ugolkova (24.29)                                | 1:49.11 | Recorde nacional |
| 11        | 1       | 7    | Hong Kong                  | Stephanie Au (27.47) Lam Hoi Kiu (31.34) Chan Kin Lok (26.56) Sze Hang-yu (24.75)                                      | 1:50.12 |                  |
| 12        | 2       | 6    | Eslováquia                 | Tamara Potocká (28.15) Andrea Podmaníková (30.33) Zora Ripková (26.53) Lillian Slušná (25.32)                          | 1:50.33 |                  |
| 13        | 2       | 2    | Tailândia                  | Jinjutha Pholjamjumrus (29.19) Phiangkhwan Pawapotako (32.45) Jenjira Srisaard (26.01) Kornkarnjana Sapianchai (26.31) | 1:53.96 |                  |
| 14        | 1       | 3    | Turquia                    | | DNS     |                  |

### Final
A final foi realizada em 17 de dezembro.
| Colocação         | Raia | Nacionalidade              | Nadadoras | Tempo   | Notas            |
| ----------------- | ---- | -------------------------- | --- | ------- | ---------------- |
| Medalha de ouro   | 2    | Suécia                     | Louise Hansson (25.91 ) Sophie Hansson (29.07) Sarah Sjöström (23.96) Michelle Coleman (23.44)                 | 1:42.38 | = ,              |
| Medalha de prata  | 4    | Estados Unidos             | Rhyan White (26.33) Lydia Jacoby (29.62) Claire Curzan (24.56) Abbey Weitzeil (23.10)                          | 1:43.61 |                  |
| Medalha de bronze | 1    | Países Baixos              | Kira Toussaint (26.08) Kim Busch (30.59) Maaike de Waard (24.51) Ranomi Kromowidjojo (22.85)                   | 1:44.03 |                  |
| 4                 | 5    | Canadá                     | Kylie Masse (25.92) Sydney Pickrem (29.89) Maggie Mac Neil (24.85) Kayla Sanchez (23.50)                       | 1:44.16 | Recorde nacional |
| 5                 | 6    | China                      | Wan Letian (26.41) Tang Qianting (28.96) Yu Yiting (25.28) Cheng Yujie (23.78)                                 | 1:44.43 |                  |
| 6                 | 7    | Federação Russa de Natação | Maria Kameneva (26.32) Nika Godun (29.56) Arina Surkova (24.63) Rozaliya Nasretdinova (24.00)                  | 1:44.51 |                  |
| 7                 | 3    | Itália                     | Elena Di Liddo (26.81) Arianna Castiglioni (29.34) Silvia Di Pietro (24.93) Costanza Cocconcelli (24.12)       | 1:45.20 |                  |
| 8                 | 8    | Bielorrússia               | Anastasiya Shkurdai (26.54) Alina Zmushka (29.72) Anastasiya Kuliashova (25.86) Nastassia Karakouskaya (24.27) | 1:46.39 |                  |

Legenda
| Recorde mundial       | Recorde mundial (World record)               |                       | Recorde africano                      | Recorde africano (African) |                                           | Q | Classificado por posição (Qualified) |
| Recorde do campeonato | Recorde do campeonato (Championship record)  | Recorde da América    | Recorde da América (Americas)         | q                          | Classificado por melhor tempo (Qualified) |   |                                      |
| Melhor marca do ano   | Melhor marca do ano (World leading)          | Recorde asiático      | Recorde asiático (Asian)              | DNS                        | Não largou (Did not start)                |   |                                      |
| Recorde nacional      | Recorde nacional (National record)           | Recorde europeu       | Recorde europeu (European)            | DNF                        | Não terminou (Did not finish)             |   |                                      |
| Recorde pessoal       | Recorde pessoal do atleta (Personal best)    | Recorde da Oceania    | Recorde da Oceania (Oceania)          | DSQ / DQ                   | Desclassificado (Disqualified)            |   |                                      |
| Recorde da temporada  | Recorde da temporada do atleta (Season best) | Recorde sul-americano | Recorde sul-americano (South America) | NM                         | Sem marca (No mark)                       |   |                                      |